# چهل و چهارمین دوره جوایز بفتا
چهل و چهارمین دوره جوایز بفتا در سال ۱۹۹۱ در لندن بریتانیا برگزار شد که در آن مارتین اسکورسیزی، برنده بهترین کارگردانی شد و فیلیپ نوآره، برنده بهترین بازیگر نقش اول مرد و جسیکا تندی، برنده بهترین بازیگر نقش اول زن شد . آل پاچینو کاندیدای بهترین بازیگر مکمل مرد شد و ناکام‌ترین فرد این دوره جوایز بفتا شرلی مک‌لین بود که هم برای بهترین بازیگر نقش اول زن و هم برای بهترین بازیگر مکمل زن کاندیدای شده بود که در هر دو رشته نتوانست برنده شود .

## نامزدی‌ها و جوایز
| بهترین فیلم | بهترین کارگردانی |
| --- | --- |

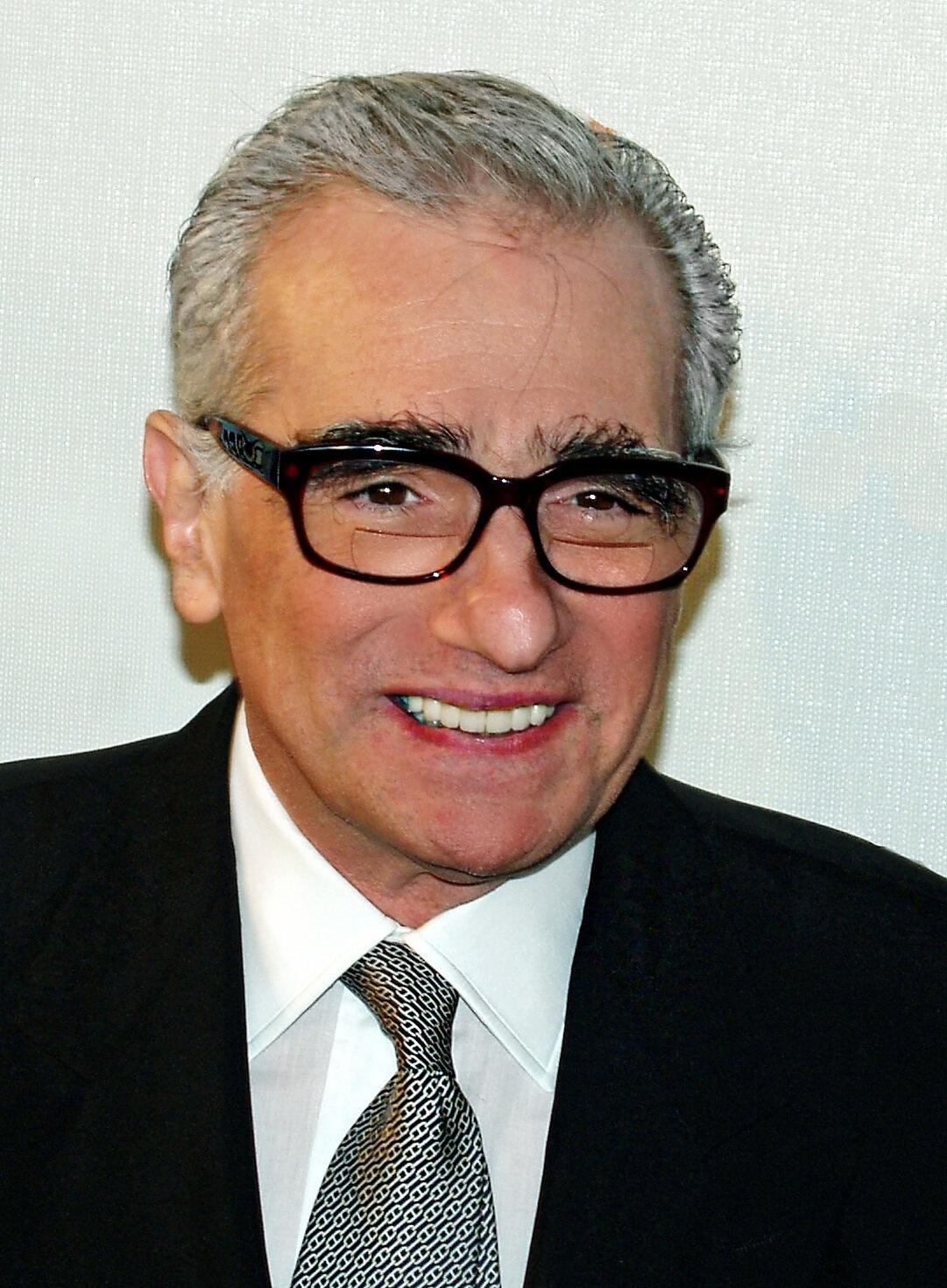
مارتین اسکورسیزی، برنده بهترین کارگردانی

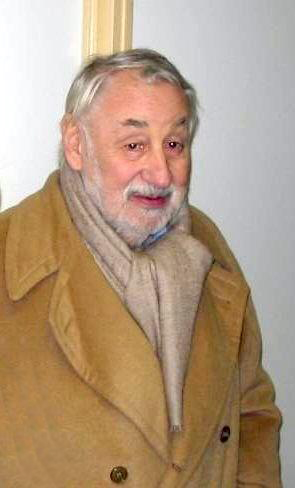
فیلیپ نوآره، برنده بهترین بازیگر نقش اول مرد

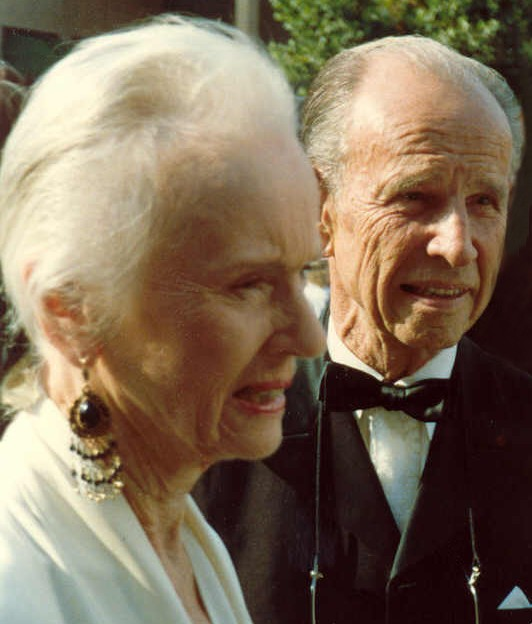
جسیکا تندی، برنده بهترین بازیگر نقش اول زن

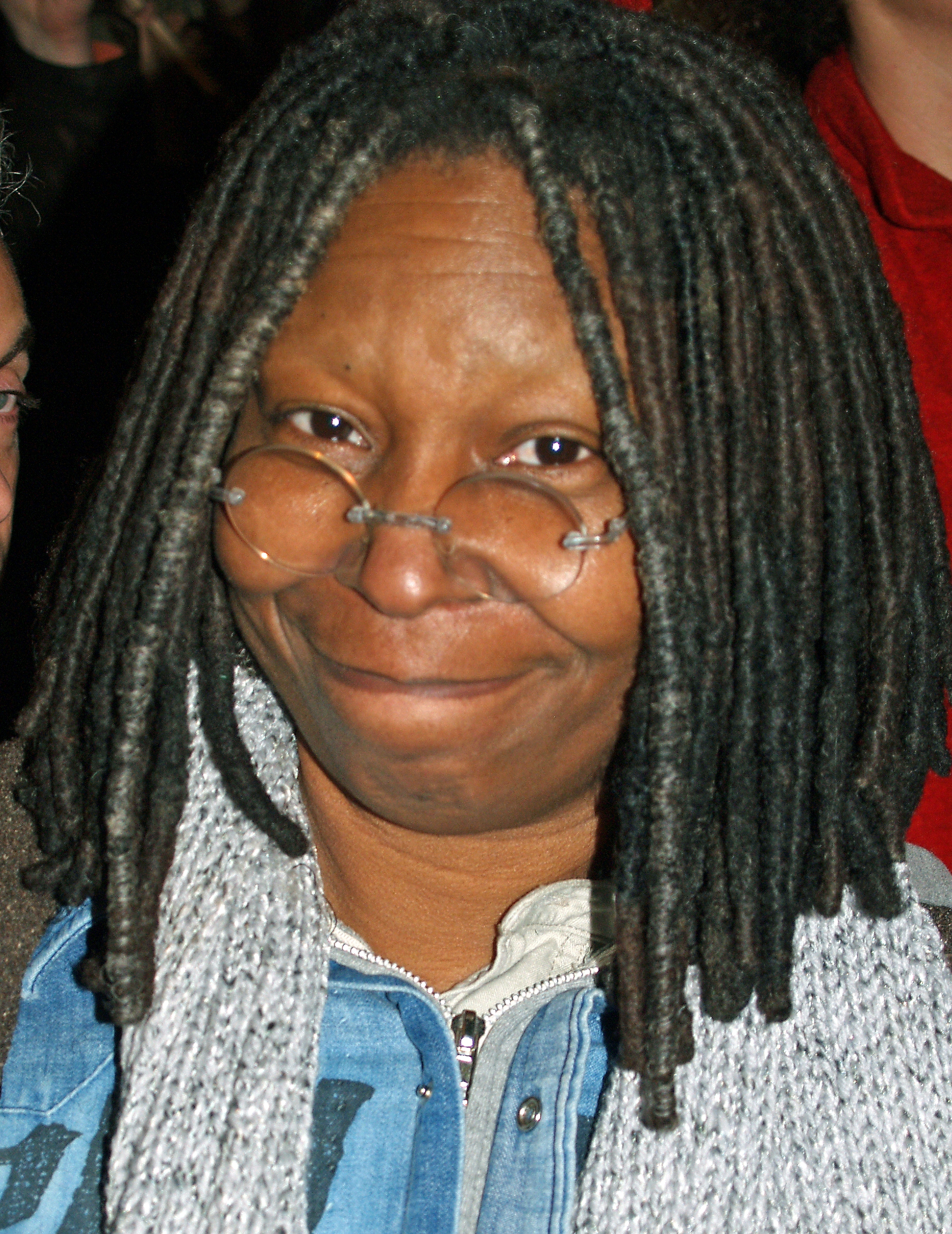
ووپی گلدبرگ، برنده بهترین بازیگر نقش مکمل زن

| رفقای خوب - جنایت و جنحه - رانندگی برای خانم دیزی - زن زیبا                                                                                                   | مارتین اسکورسیزی برای فیلم رفقای خوب - وودی آلن برای فیلم جنایت و جنحه - بروس برسفورد برای فیلم رانندگی برای خانم دیزی - جوزپه تورناتوره برای فیلم سینما پارادیزو        |
| بهترین بازیگر نقش اول مرد | بهترین بازیگر نقش اول زن |
| فیلیپ نوآره برای فیلم سینما پارادیزو - تام کروز برای فیلم متولد چهارم ژوئیه - رابرت دنیرو برای فیلم رفقای خوب - شان کانری برای فیلم شکار زیر دریائی اکتبر سرخ | جسیکا تندی برای فیلم رانندگی برای خانم دیزی - میشل فایفر برای فیلم بیکرهای شگفت‌انگیز - شرلی مک‌لین برای فیلم کارت‌پستال‌هایی از لبه پرتگاه - جولیا رابرتس برای فیلم زن زیبا |
| بهترین بازیگر نقش مکمل مرد | بهترین بازیگر نقش مکمل زن |
| Salvatore Cascio برای فیلم سینما پارادیزو - آلن آلدا برای فیلم جنایت و جنحه - آل پاچینو برای فیلم دیک تریسی - جان هرت برای فیلم مزرعه (فیلم ۱۹۹۰)             | ووپی گلدبرگ برای فیلم روح - آنجلیکا هیوستون برای فیلم جنایت و جنحه - بیلی وایتلاو برای فیلم The Krays - شرلی مک‌لین برای فیلم ماگنولیاهای پولادین                         |
| فیلم‌نامه اوریجینال | فیلم‌نامه اقتباسی |
| سینما پارادیزو - روح - زن زیبا - جنایت و جنحه | رفقای خوب - رانندگی برای خانم دیزی - کارت‌پستال‌هایی از لبه پرتگاه - متولد چهارم ژوئیه - جنگ رزها                                                                          |
| بهترین فیلمبرداری | طراحی لباس |
| آسمان سرپناه - افتخار - رفقای خوب - سینما پارادیزو | رفقای خوب - سینما پارادیزو - دیک تریسی - زن زیبا |
| بهترین ویرایش فیلم | بهترین گریم و آرایش مو |
| رفقای خوب - دیک تریسی - سینما پارادیزو - جنایت و جنحه | دیک تریسی - جادوگران - سینما پارادیزو - روح |
| بهترین طراحی تولید | بهترین صدا |
| دیک تریسی - سینما پارادیزو - شکار زیر دریائی اکتبر سرخ - آسمان سرپناه                                                                                         | بیکرهای شگفت‌انگیز - دیک تریسی - از ته دل وحشی - شکار زیر دریائی اکتبر سرخ                                                                                                |
| بهترین جلوه‌های ویژه تصویری | بهترین موسیقی |
| عزیزم، بچه‌ها را کوچک کردم - یادآوری کامل - دیک تریسی - روح | سینما پارادیزو - کارت‌پستال‌هایی از لبه پرتگاه - بیکرهای شگفت‌انگیز - Memphis Belle                                                                                         |